# Hermipe (satélite)

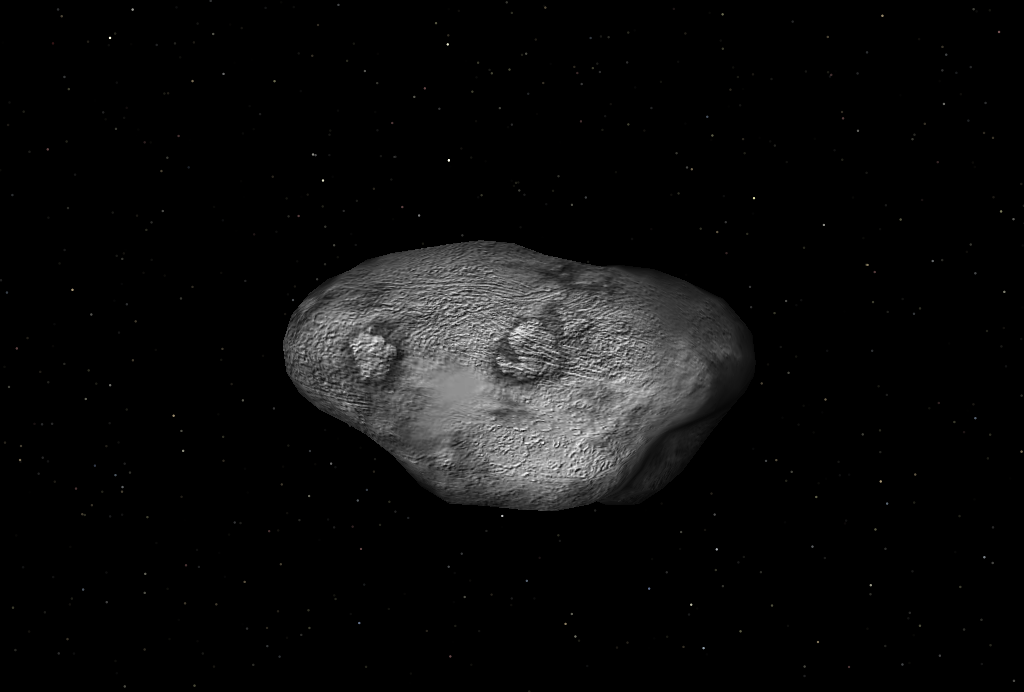
Hermipe Photo

Hermippe é um pequeno satélite natural do planeta Júpiter com 4 km de diâmetro. Descoberto em 2001, Hermippe faz parte do grupo de satélites irregulares de Júpiter, caracterizados por suas órbitas excêntricas e inclinadas em relação ao plano equatorial do planeta.
Hermippe foi descoberto em agosto de 2001 por uma equipe de astrônomos liderada por Scott S. Sheppard, David C. Jewitt e Yanga R. Fernandez, utilizando o telescópio de 4 metros do Observatório Nacional de Kitt Peak, no Arizona, Estados Unidos. Sua designação temporária era S/2001 J 2.Com um diâmetro estimado de aproximadamente 4 km, Hermippe é um dos menores satélites conhecidos de Júpiter. Sua pequena estatura o torna um alvo desafiador para observações astronômicas diretas, e muitas de suas características físicas ainda não foram completamente determinadas.